# SKE48
SKE48 (tiếng Nhật: エスケーイー フォーティーエイト, đã Latinh hoá: Esukēī fōtīeito, tiếng Anh: S.K.E. Forty-eight) là nhóm nhạc nữ thần tượng Nhật Bản được thành lập bởi Akimoto Yasushi và là nhóm nhạc chị em đầu tiên của AKB48. Nhóm được đặt theo tên quận Sakae ở Nagoya, tỉnh Aichi. Nhà hát của nhóm đặt ở tầng 2 trung tâm mua sắm Sunshine Sakae, Nagoya. Thế hệ đầu tiên được thông báo vào ngày 30/7/2008 và ra mắt vào ngày 5/10 cùng năm. Nhóm đã bán được gần 11 triệu đĩa CD tại Nhật Bản.

## Khái niệm
SKE48 ra đời theo mô hình "Thần tượng mà bạn có thể gặp mặt" (Idol you can meet). Akimoto Yasushi cho biết ông muốn tạo ra nhóm nhạc thần tượng độc đáo & không giống như các nhóm nhạc khác, họ sẽ biểu diễn tại các buổi concert, chủ yếu xuất hiện trên truyền hình và sẽ biểu diễn thường xuyên tại nhà hát của chính họ, ngoài ra fan hâm mộ có thể gặp các thành viên trong nhóm trực tiếp tại các sự kiện "bắt tay" (Handshake Event). SKE48 sẽ biểu diễn tại nhà hát riêng của mình thường xuyên và người hâm mộ sẽ luôn có thể xem các cô gái biểu diễn trực tiếp. Các thành viên được chia thành 3 đội (Team) theo thứ tự thời gian được đặt tên là Team S, Team KII và Team E. Thực tập sinh (研究生 kenkyūsei) là nhóm các thành viên được đào tạo để được thăng cấp vào 1 trong những đội trên.

## Lịch sử

### 2008-2010: Ra đời  & những bước tiến đầu tiên
Vào năm 2008, Akimoto Yasushi bắt đầu kế hoạch mở rộng mô hình AKB48 ra toàn Nhật Bản bắt đầu từ Nagoya, đến ngày 30/5, AKB48 thông báo thành lập SKE48 Tên "SKE" là viết tắt từ "Sakae" ở quận Naka, Nagoya. Akimoto cho biết các thành viên được chọn từ cả AKB48 và SKE48 đều có thể phát hành 1 đĩa đơn, thay vì phát hành 2 đĩa đơn khác nhau. 22 thành viên được chọn và 15 cô gái trong số này ra mắt.
Trong đĩa đơn thứ 10 "Ōgoe Diamond" của AKB48, Matsui Jurina trở thành Center và là thành viên đầu tiên & duy nhất của SKE48 xuất hiện trên bìa đĩa và trong bài hát chủ đề, một số thành viên bao gồm Matsui của SKE48 đã xuất hiện trong PV đánh dấu sự hợp tác đầu tiên của 2 nhóm cho đến nay.  SKE48 bắt đầu biểu diễn thường xuyên tại Nhà hát SKE48, với buổi diễn "Party ga Hajimaru yo" vào ngày 5/10. Ngay cả trước khi họ phát hành đĩa đơn, Suzuki Kirara đầu tiên của Team S đã tốt nghiệp vào tháng 11/2008 khi chỉ biểu diễn sân khấu đầu tiên.
Vào tháng 4/2009, 23 cô gái mới được chọn làm ứng viên cho Team KII. Thực tập sinh Seira Sato từ thế hệ 1 và thành viên Team S Mieko Sato  được chọn tham gia Team KII và Sayuki Mori  được thêm vào Team S.
Nhóm tham gia cuộc tổng tuyển cử đầu tiên cùng AKB48 vào ngày 8/7, Matsui Jurina là người duy nhất từ SKE48 lọt vào nhóm Senbatsu cho single thứ 13 Iiwake Maybe, còn Matsui Rena tham gia B-side .
SKE48 phát hành đĩa đơn đầu tiên "Tsuyokimono yo" trong năm 2009, đĩa đơn này không chọn Senbatsu mà thay vào đó là Team S cho A-side và Team KII cho B-side. Ngay sau khi phát hành, Takai Tsukina từ Team S tốt nghiệp với lý do tập trung vào việc học của mình.
Vào tháng 11, nhóm công bố thế hệ thứ 3 với 13 thành viên làm thực tập sinh. Vào tháng 12, Maeda Eiko từ Team KII chuyển sang nhóm chị em mới ra mắt SDN48 dành cho những thần tượng trên 18 tuổi. Cũng trong thời gian này, Yamashita Moe tốt nghiệp nhóm để trở thành họa sĩ đồ họa.
Vào ngày 31/12, AKB48 biểu diễn bản remix đặc biệt RIVER-Surprise tại NHK Kōhaku Uta Gassen lần thứ 60. 72 thành viên từ AKB48 bao gồm thực tập sinh và 3 thành viên SKE48 tham gia biểu diễn.
Vào tháng 2/2010, các thực tập sinh bắt đầu biểu diễn thường xuyên trong nhà hát. Vào tháng 3, SKE48 phát hành đĩa đơn đầu tiên Aozora Kataomoi dưới trướng Crown Gold, với 7 người trong Senbatsu. Cũng trong tháng 3, các thành viên thế hệ 1 là Mori Sayuki và Shinkai Rina đã bị giáng chức xuống thực tập sinh, sau đó họ tốt nghiệp vào tháng 5 . Thế hệ thứ 4 của SKE48 ra mắt vào tháng 9, 16 thực tập sinh mới được thêm vào nhóm, nâng tổng số thực tập sinh lên 26. Nhóm phát hành 2 single Gomen ne, SUMMER vào ngày 7/7 và 1!2!3!4! YOROSHIKU! vào ngày 17/11.
Nhóm tham gia cuộc tổng tuyển cử thứ 2 vào ngày 9/6, Matsui Jurina cùng Matsui Rena là 2 thành viên lọt vào nhóm Senbatsu cho single thứ 17 Heavy Rotation
Vào ngày 6/12, SKE48 thông báo thành lập Team E, gồm 16 thực tập sinh. 4 thành viên của Team KII Iguchi Shiori, Kito Momona, Saito Makiko và Uchiyama Mikoto đã được chuyển làm thực tập sinh. 4 thành viên còn lại gồm Abiru Riho, Goto Risako, Hata Sawako và Yakata Miki đã được thăng cấp lên Team KII. Đây cũng là lần đầu tiên SKE48 có 48 thành viên chính thức.

### 2011-2012: Kono Hi no Chime wo Wasurenai
Nhóm phát hành single thứ 5 Banzai Venus vào ngày 9/3
Vào ngày 28/5/2011, SKE48 chuyển sang hãng đĩa Avex và sẽ phát hành đĩa đơn đầu tay dưới trướng Avex "Pareo wa Emerald" vào ngày 27/7.
Vào ngày 25/8, thành viên Matsushita Yui sẽ rời khỏi nhóm vào cuối tháng 9 do bị chấn thương mắt cá chân. Nhóm tham gia cuộc tổng tuyển cử thứ 3 vào ngày 9/6, Matsui Rena đứng thứ 10, đây là thứ hạng cao nhất trong lịch sử SKE48 tại thời điểm đó, tiếp đó là Matsui Jurina (#14), cùng cuộc thi Janken Taikai cho single thứ 24 Ue kara Mariko của AKB48, Kuwabara Mizuki từ SKE48 đã được chọn. Nhóm mở chương trình TV SKE48 no Magical Radio vào ngày 11/10.
Nhóm ra mắt single thứ 7 Okey-Dokey vào ngày 9/11, sau đó tổ chức sự kiện bắt tay vào ngày 13/11. Vào ngày 8/12, AKB48 thông báo về việc ra mắt "AKB48 on Google+"  với sự hợp tác của Google+, và SKE48 cũng tham gia
Nhóm ra mắt single thứ 8 Kataomoi Finally vào ngày 25/1/2012, cả nhóm trình diễn bài hát trong chương trình "Music Station" của đài TV Asahi sau đó 2 ngày. Đến tháng 3,  nhóm thông báo Matsui Jurina sẽ làm kiêm nhiệm cho AKB48, nhóm phát hành single thứ 9 Aishiteraburu! vào ngày 16/5
Vào ngày 7/8, đội trưởng Team S Rikako Hirata thông báo tốt nghiệp để theo đuổi sự nghiệp phóng viên.

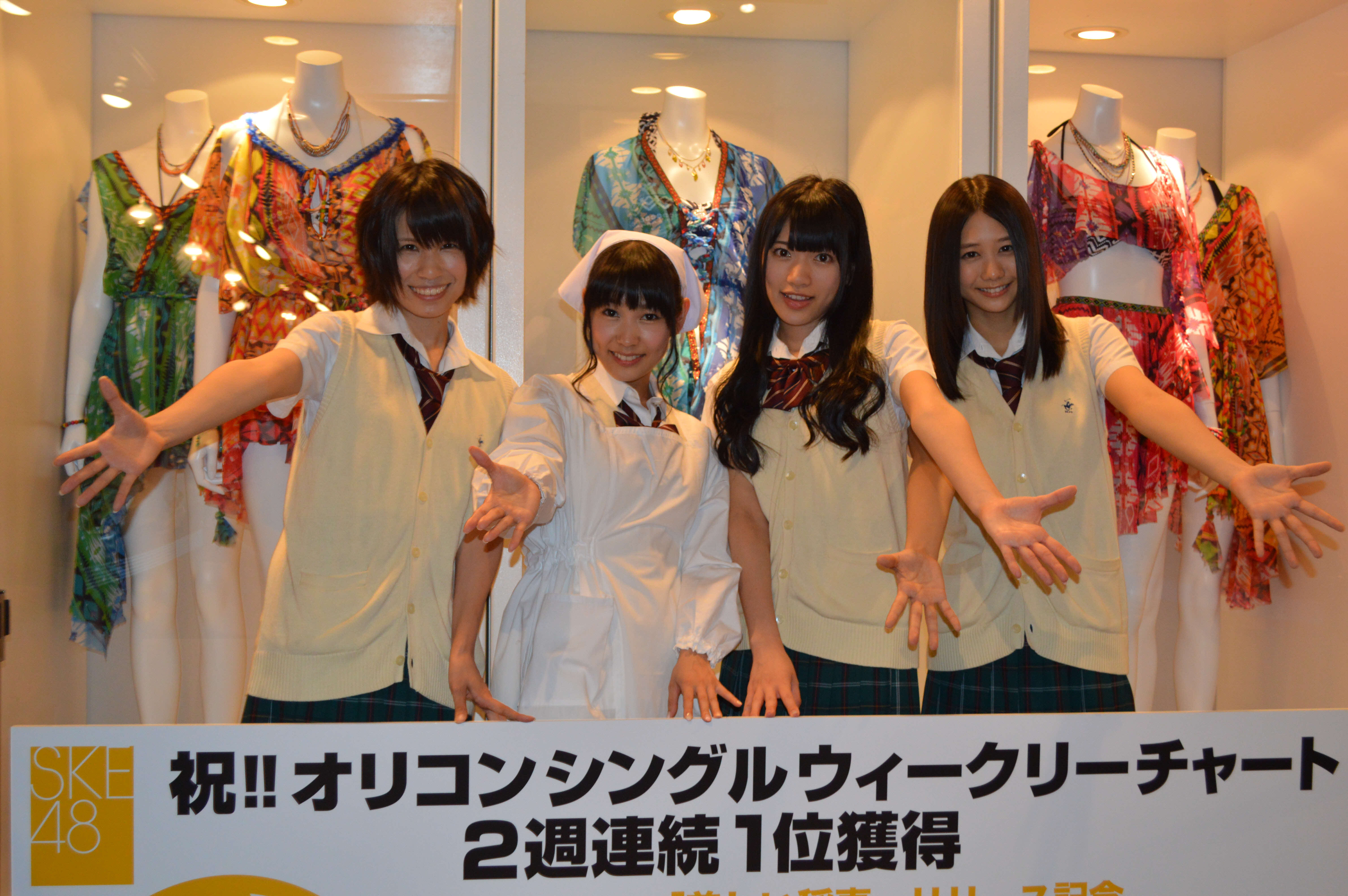
4 thành viên Nakanishi Yuka, Sato Mieko, Kobayashi Ami, Furuhata Nao trong ngày ra mắt SKE48CAFE & SHOP

Vào ngày đầu tiên của Concert tại Tokyo Dome tổ chức vào ngày 24/8, Kitahara Rie từ Team K AKB48 sẽ kiêm nhiệm SKE48. Ngoài ra, Ishida Anna của Team KII sẽ kiêm nhiệm cho Team B AKB48. Nhóm tham gia cuộc thi Janken Taikai cho single thứ 29 Eien Pressure,  Kanon Kimoto và Kasumi Ueno đã được chọn
Nhóm phát hành album đầu tay Kono Hi no Chime wo Wasurenai (この日のチャイムを忘れない) & single thứ 10 Kiss Datte Hidarikiki vào ngày 19/9
Vào ngày 1/11, Kumi Yagami- thành viên thế hệ đầu tiên tốt nghiệp khỏi nhóm.
Vào ngày 9/12, "SKE48CAFE & SHOP with AKB48" đã được mở tại tầng 5, cùng thực đơn do thành viên của SKE48 đã nghĩ ra. Nhóm trình điễn Pareo wa Emerald tại NHK Kōhaku Uta Gassen lần thứ 63 với 62 thành viên tham gia.

### 2013-2014
Vào ngày 15/1/2013, nhóm thông báo 8 thành viên gồm 3 từ Team S, 4 người từ 2 Team KII và E, cùng 1 kenkyusei sẽ tốt nghiệp nhóm, với Yagami đã tốt nghiệp được thông báo vào tháng 11/2012, nhóm ra mắt single thứ 11 Choco no Dorei vào ngày 30/1
Vào ngày 13/4, nhóm tổ chức sắp xếp lại đội hình và 9 thành viên kenkyusei sẽ được thăng cấp làm thành viên chính thức. Nakanishi Yuka trở thành nhóm trưởng SKE48 kiêm đội trưởng Team S, và Matsui Rena được thăng cấp làm đội trưởng Team E. Kitahara Rie, người hoạt động cùng SKE48 và AKB48 sẽ hủy bỏ vai trò kiêm nhiệm tại SKE48 trong ngày cuối cùng concert "AKB48 Group Rinji Soukai" tại Nippon Budokan vào ngày 28/4, với màn trình diễn cuối cùng của cô với tư cách thành viên SKE48 diễn ra vào ngày 9/5.
Nhóm tham gia cuộc tổng tuyển cử thứ 5 vào ngày 9/6, Matsui Jurina (#6) cùng Matsui Rena (#7) & Suda Akari (#16) lọt vào dàn Senbatsu cho single thứ 32 Koi Suru Fortune Cookie. Nhóm ra mắt single thứ 12 Utsukushii Inazuma vào ngày 17/7, cùng tổ chức chuyến lưu diễn toàn quốc đầu tiên SKE to kekkai shukai. "Hako de ose!" từ 26/10. Nhóm phát hành single thứ 13 Sansei Kawaii! vào ngày 20/11, 54 thành viên nhóm biểu diễn Sansei Kawaii! tại NHK Kōhaku Uta Gassen lần thứ 64.
Vào ngày 24/2/2014, Matsui Rena sẽ kiêm nhiệm Nogizaka46 sau khi các đội được tổ chức lại và các thành viên kenkyusei được thăng cấp lên các thành viên chính thức. Thành viên kiêm nhiệm với SKE48 và AKB48 Ōba Mina đã được chuyển sang Team KII và các thành viên khác từ AKB48, NMB48 và HKT48 được chuyển giao hoặc kiêm nhiệm cho SKE48. Cựu thành viên Team K Miyazawa Sae chuyển đến từ SNH48 và được bổ nhiệm làm đội trưởng mới của Team S. Nhóm ra mắt single thứ 14 Mirai to wa? vào ngày 19/3, cùng concert tại Saitama Super Arena ngày 4/4. Nhóm ra mắt single thứ 15 Bukiyou Taiyou vào ngay 30/7, cùng chuyến lưu diễn toàn quốc SKE48 Zenkoku Tour từ ngày 18/11. Nhóm ra mắt single thứ 16 12-gatsu no Kangaroo vào ngày 10/12, sau đó nhóm biểu diễn Bukiyou Taiyou tại NHK Kōhaku Uta Gassen lần thứ 65.

### 2015-2016
Vào ngày 15/3/2015, các thành viên đã vượt qua cuộc thử giọng Thế hệ thứ 7 đã được tiết lộ. Nhóm ra mắt single thứ 17 Coquettish Juutai Chuu vào ngày 31/3 Ngày 11/6, Matsui Rena thông báo tốt nghiệp
Vào ngày 6/6, SKE48 trở thành nhóm chị em đầu tiên có số lượng thành viên xếp hạng trong Tổng tuyển cử hàng năm nhiều hơn so với AKB48 với 27 người.
Vào ngày 12/8, đĩa đơn thứ 18 ''Maenomeri'' được phát hành, vị trí center thuộc về Matsui Rena. Đây là đĩa đơn cuối cùng cô tham gia với tư cách là thành viên SKE48, cô có buổi diễn tốt nghiệp Matsui Rena, SKE48 Sotsugyou Concert in Toyota Stadium: 2588 DAYS vào ngày 28-29/8, cô rời nhóm vào ngày 31/8.
Vào ngày 3-4/3/2016, nhóm tổ chức concert Minna, Nakunjaneezo. Miyazawa Sae Graduation Concert in Nippon Gaishi Hall Nhóm ra mắt single thứ 19 Chicken LINE vào ngày 30/3. 20 thành viên nhóm được xếp hạng trong Tổng tuyển cử thứ 8, nhóm phát hành single thứ 20 Kin no Ai, Gin no Ai vào ngày 17/8. Shibata Aya thông báo tốt nghiệp vào ngày 24/6 và tổ chức lễ tốt nghiệp tại Zepp Nagoya vào ngày 26/8.

### 2017-2018: Kakumei no Oka
Vào ngày 22/2/2017, nhóm phát hành album thứ 2 Kakumei no Oka, vào thời điểm ra mắt, nhiều thành viên đã được huy động trên phạm vi toàn quốc như Nagoya và khu vực thủ đô Tokyo để phát triển các hoạt động quảng bá. Nhóm tham gia cuộc tổng tuyển cử thứ 9 vào ngày 17/6, có 19 thành viên được xếp hạng. Nhóm ra mắt single thứ 21 Igai ni Mango vào ngày 19/7
Vào ngày 10/1/2018, nhóm ra mắt single thứ 22 Muishiki no Iro & thứ 23 Ikinari Punch Line vào ngày 4/7. 2 thành viên Matsui Jurina & Asai Yuka đại diện nhóm dự Produce 48 cùng nhóm chị em thuộc AKB48 Group, Matsui Jurina rời chương trình từ tập 3, còn Asai Yuka bị loại từ vòng loại 1. KeyHolder, Inc. tiếp quản nhóm từ 13/11. Tháng 10/2018, nhóm tổ chức kỉ niệm 10 năm thành lập tại nhà hát SKE48. Nhóm ra mắt single thứ 24 Stand by you vào ngày 12/12

### 2019-nay: Ảnh hưởng từ đại dịch COVID-19
Vào ngày 1/3/2019, "SKE Co., Ltd.",  được thành lập như một chi nhánh của KeyHolder đã tiếp quản công việc kinh doanh SKE48 từ AKS. Đến ngày 1/7 SKE Co., Ltd đổi tên thành Zest.  Sau đó 4 ngày, Đội trưởng Makiko Saito thông báo cô sẽ đảm nhiệm vai trò quản lý nhà hát với việc bổ nhiệm Hiroshi Yuasa làm Cố vấn đặc biệt cho JKT48. Nhóm ra mắt single thứ 25 FRUSTRATION vào ngày 24/7
Vào ngày 15/1/2020, nhóm phát hành single thứ 26 So~Yu~Toko Aru Yo Ne?,  Matsui Jurina thông báo tốt nghiệp vào ngày 7/2, buổi biểu diễn tốt nghiệp của cô tại Nippon Gaishi Hall bị hoãn do đại dịch, nhóm thông báo hủy bỏ các buổi diễn tại nhà hát do đại dịch COVID-19 từ 26/2 và mở cửa lại từ 26/10. Vào tháng 7, Ebine Kazuya, giám đốc điều hành từ công ty quản lý Zest bị bắt vì cáo buộc trả tiền cho 2 cô gái để mua dâm vào tháng 11/2019
Nhóm tổ chức kỷ niệm 12 năm ra mắt từ 3-5/10. Vào ngày 27/12, Fukushi Nao dương tính với COVID-19, cùng 15 thành viên khác Kimie Akahori, Aika Sugiyama, Nanami Takeuchi, Rika Tsuzuki, Miyo Nomura, Chikako Matsumoto, Ayaka Ota, Mina Oba, Yukino Shirai, Fuyaka Fujimoto, Kaede Ikeda , Kaho Sato, Oka Suenaga, Marika Tani và Negai Fukai đã tiếp xúc với cô, sau đó nhóm quyết định hủy bỏ các buổi diễn, họ sau đó tiếp tục hoạt động sau khi có kết quả âm tính vào ngày 2/1/2021, còn Fukushi Nao tiếp tục hoạt động sau đó 5 ngày, nhóm phát hành single thứ 27 Koi Ochi Flag vào ngày 3/2, đây là single cuối của  Matsui Jurina cho SKE48
Matsui Jurina có biểu diễn tốt nghiệp Jurina Sotsugyou De Nani Ka Ga Okoru No Ka tại Nippon Gaishi Hall vào ngày 11/4. Trong tháng 8, 1 số thành viên nhóm dương tính với COVID-19. Vào ngày 1/9, nhóm ra mắt single thứ 28 Ano Koro no Kimi wo Mitsuketa. Trong buổi diễn SKE48 New Generation 2021, nhóm thăng cấp cho 9 thành viên thế hệ thứ 10 & thông báo tuyển sinh thế hệ thứ 11 Vào ngày 11/1/2022, nhóm thông báo sẽ ra mắt single thứ 29 Kokoro ni Flower vào ngày 9/3

## Thành viên

### Thành viên hiện tại

#### Team S
| Tên thật (Kanji)             | Hán Việt                  | Nghệ danh             | Ngày sinh         | Nơi sinh | Thế hệ    | Ghi chú              |
| Ishiguro Yuzuki (石黒友月)   | Thạch Hắc • Hữu Nguyệt    | Yuzu (ゆづ)           | 11 tháng 10, 2003 | Aichi    | 8th       |                      |
| Inoue Ruka (井上瑠夏)        | Tĩnh Thượng • Lưu Hạ      | Ruuchan (るーちゃん)  | 12 tháng 6, 2001  | Kumamoto | 8th       |                      |
| Otani Yuki (大谷悠妃)        | Đại Cốc • Du Phi          | Yuuyu (ゆうゆ)        | 29 tháng 7, 2004  | Aichi    | Draft 3rd |                      |
| Kamimura Ayuka (上村亜柚香)  | Thượng Thôn • A Dữu Hương | Aachan (あーちゃん)   | 27 tháng 1, 2004  | Aichi    | 8th       | Co-Leader            |
| Kitagawa Yoshino (北川愛乃)  | Bắc Xuyên • Ái Nãi        | Yokonyan (よこにゃん) | 24 tháng 1, 2001  | Osaka    | 8th       |                      |
| Sakamoto Marin (坂本真凛)    | Phản Bổn • Chân Lẫm       | Marin (まりん)        | 2 tháng 2, 2002   | Aichi    | 8th       |                      |
| Sugiyama Aika (杉山愛佳)     | Sam Sơn • Ái Giai         | AiAi (あいあい)       | 5 tháng 3, 2002   | Aichi    | 7th       | Thông báo tốt nghiệp |
| Tsuzuki Rika (都築里佳)      | Đô Trúc • Lí Giai         | Rikachu (りかちゅう)  | 8 tháng 11, 1995  | Aichi    | 4th       |                      |
| Nakamura Izumi (仲村和泉)    | Trọng Thôn • Họa Tuyền    | Izurin (いずりん)     | 15 tháng 3, 2000  | Osaka    | 8th       |                      |
| Nomura Miyo (野村実代)       | Dã Thôn • Chí Đại         | Miyomaru (みよまる)   | 1 tháng 2, 2003   | Aichi    | 8th       |                      |
| Matsumoto Chikako (松本慈子) | Tung Bổn • Tư Tử          | Chikako (ちかこ)      | 19 tháng 11, 1999 | Osaka    | Draft 1st | Leader               |
| Takeuchi Nanami (鈴木恋奈)   | Linh Mộc • Luyến Nại      | Naiyan (なーやん)     | 24 tháng 2, 2001  | Osaka    | 9th       |                      |
| Nakasaka Miyu (中坂美祐)     | Trung Phản • Mỹ Hữu       | Nakachan (なかちゃん) | 11 tháng 6, 2005  | Aichi    | 9th       |                      |
| Hirano Momona (平野百菜)     | Bình Dã • Bách Thái       | Momotan (ももたん)    | 5 tháng 9, 2006   | Aichi    | 9th       |                      |
| Aoumi Hinano (青海ひな乃)    |                           | Hinapiyo (ひなぴよ)   | 2 tháng 11, 2000  | Aichi    | 9th       |                      |
| Akahori Kimie (赤堀君江)     | Xích Quật • Quân Giang    | Kimi (きみ)           | 21 tháng 1, 2002  | Aichi    | 9th       |                      |
| Ishizuka Mizuki (石塚美月)   | Thạch Trũng • Mỹ Nguyệt   | Miichan (みぃちゃん ) | 2 tháng 12, 2002  | Aichi    | 10th      |                      |
| Kito Mikuru (鬼頭未来)       | Quỷ Đầu • Vị Lai          | Mikurun (みくるん )   | 1 tháng 8, 2003   | Aichi    | 10th      |                      |
| Sugiyama Anan (杉山歩南)     | Sam Sơn • Bộ Na           | Ananan (あななん )    | 22 tháng 7, 2006  | Aichi    | 10th      |                      |

#### Team KII
| Tên thật (Kanji)              | Hán Việt               | Nghệ danh                         | Ngày sinh (tuổi)  | Nơi sinh                     | Thế hệ    | Ghi chú              |
| ----------------------------- | ---------------------- | --------------------------------- | ----------------- | ---------------------------- | --------- | -------------------- |
| Aoki Shiori (青木詩織)        | Thanh Mộc • Thi Chí    | Oshirin (おしりん)                | 22 tháng 4, 1996  | Shizuoka                     | 6th       |                      |
| Arai Yuki (荒井優希)          | Hoang Tĩnh • Ưu Hy     | Araichan (荒井ちゃん)             | 7 tháng 5, 1998   | Kyoto                        | Draft 1st |                      |
| Ego Yuna (江籠裕奈)           | Giang Lung • Dụ Nại    | Egochan (えごちゃん)              | 29 tháng 3, 2000  | Aichi                        | 5th       |                      |
| Ota Ayaka (太田彩夏)          | Thái Điền • Thải Hạ    | Ayamero (あやめろ)                | 17 tháng 8, 2000  | Gifu                         | 7th       |                      |
| Oba Mina (大場美奈)           | Đại Trường • Mỹ Nại    | Minarun (みなるん)                | 3 tháng 4, 1992   | Kanagawa                     | AKB48 9th | Leader               |
| Kitano Ruka (北野瑠華)        | Bắc Dã • Lưu Hoa       | Rukatin (るかてぃん)              | 25 tháng 5, 1999  | Gifu                         | 6th       | Co-leader            |
| Nakano Airi (中野愛理)        | Trung Dã • Ái Lí       | Loverin/Raburin (らぶりん)        | 24 tháng 2, 2001  | Aichi                        | Draft 3rd |                      |
| Hidaka Yuzuki (日高優月)      | Nhật Cao • Ưu Nguyệt   | Yuzuki (ゆづき)                   | 1 tháng 4, 1998   | Aichi                        | 6th       |                      |
| Furuhata Nao (古畑奈和)       | Cổ Điền • Nại Hòa      | Nao (なお)                        | 15 tháng 9, 1996  | Aichi                        | 5th       |                      |
| Mizuno Airi (水野愛理)        | Thủy Dã • Ái Lí        | Airi (あいり)                     | 21 tháng 9, 2002  | Aichi                        | Draft 2nd |                      |
| Yahagi Yukina (矢作有紀奈)    | Thi Tá • Hữu Phi Nại   | Kina (きな)                       | 13 tháng 3, 1995  | Saitama                      | 8th       |                      |
| Okamoto Ayaka (岡本彩夏)      | Cương Bổn • Thái Hạ    | Aaya (あーーや)                   | 12 tháng 8, 2002  | Tokyo                        | 9th       |                      |
| Kawashima Miharu (川嶋美晴)   | Xuyên Đảo • Mỹ Thanh   | Miharun (みはるん)                | 17 tháng 12, 2002 | Shizuoka                     | 9th       |                      |
| Suzuki Ena (鈴木愛菜)         | Linh Mộc • Ái Thải     | Enamaru (えなまる)                | 9 tháng 1, 2004   | Aichi                        | 9th       |                      |
| Iriuchijima Sayaka (入内嶋涼) | Nhập Nạp • Đảo Lương   | Saaya, Saachin (さあや, さあちん) | 15 tháng 3, 1999  | Kanagawa                     | 9th       |                      |
| Aoki Rika (青木莉樺)          | Thanh Mộc • Lê Hoa     | Rian (りあん)                     | 2 tháng 12, 1999  | Osaka                        | 10th      |                      |
| Igarashi Hayaka (五十嵐早香)  | Ngũ Thập Lam Tảo Hương | Hayaka (はやか)                   | 19 tháng 9, 2001  | Baguio, Benguet, Philippines | 10th      | Thông báo tốt nghiệp |
| Ito Miki (伊藤実希)           | Y Đằng • Thực Hy       | Miki, Mikichan(みき, みきちゃん ) | 11 tháng 8, 2002  | Aichi                        | 10th      |                      |
| Nishii Mio (西井美桜)         | Tây Tĩnh • Mỹ Anh      | Mio (みお )                       | 16 tháng 1, 2001  | Osaka                        | 10th      |                      |

#### Team E
| Tên thật (Kanji)           | Hán Việt                 | Nghệ danh                             | Ngày sinh (tuổi)  | Nơi sinh | Thế hệ    | Ghi chú              |
| -------------------------- | ------------------------ | ------------------------------------- | ----------------- | -------- | --------- | -------------------- |
| Aikawa Honoka (相川暖花)   | Tương Xuyên • Huyên Hoa  | Honono (ほのの)                       | 22 tháng 10, 2003 | Aichi    | 7th       |                      |
| Asai Yuka (浅井裕華)       | Thiển Tĩnh • Dụ Hoa      | Yuukatan (ゆうかたん)                 | 10 tháng 11, 2003 | Aichi    | 7th       |                      |
| Ida Reona (井田玲音名)     | Tĩnh Điền • Linh Âm Danh | Reona (れおな)                        | 3 tháng 12, 1998  | Mie      | 6th       |                      |
| Kamata Natsuki (鎌田菜月)  | Liêm Điền • Thải Nguyệt  | Nakki (なっきぃ)                      | 29 tháng 8, 1996  | Aichi    | 6th       |                      |
| Kumazaki Haruka (熊崎晴香) | Hùng Kỳ • Thanh Hương    | Kumachan (くまちゃん)                 | 10 tháng 8, 1997  | Aichi    | 6th       |                      |
| Kurashima Ami (倉島杏実)   | Thương Đảo • Hạnh Thực   | Amichan (あみちゃん)                  | 28 tháng 6, 2005  | Kanagawa | 8th       |                      |
| Ikeda Kaede (池田楓)       | Trì Điền • Phong         | Kaede (楓)                            | 23 tháng 7, 2000  | Nagasaki | 9th       |                      |
| Saito Makiko (斉藤真木子)  | Tề Đằng • Chân Mộc Tử    | Makki (まっきぃ)                      | 28 tháng 6, 1994  | Osaka    | 2nd       | Leader               |
| Sato Kaho (佐藤佳穂)       | Tá Đằng • Giai Tuệ       | Satokaho (さとかほ)                   | 16 tháng 5, 1997  | Aichi    | 8th       |                      |
| Suenaga Oka (末永桜花)     | Mạt Vĩnh • Anh Hoa       | Oochan (おーちゃん), Ena (えな)       | 2 tháng 2, 2002   | Aichi    | 7th       |                      |
| Sugawara Maya (菅原茉椰)   | Gian Nguyên • Mạt Gia    | Maayan (まーやん)                     | 10 tháng 1, 2000  | Miyagi   | Draft 2nd |                      |
| Suda Akari (須田亜香里)    | Tu Điền • A Hương Lí     | Akarin (あかりん)                     | 31 tháng 10, 1991 | Aichi    | 3rd       |                      |
| Takahata Yuki (高畑結希)   | Cao Điền • Kế Hy         | Hatagon (はたごん)                    | 18 tháng 7, 1995  | Kagawa   | 7th       |                      |
| Tani Marika (谷真理佳)     | Thạch Chân • Lí Giai     | Marika (まりか)                       | 5 tháng 1, 1996   | Fukuoka  | HKT48 2nd |                      |
| Nishi Marina (西満里奈)    | Tây Mãn • Lí Nại         | Marinya (まりにゃ)                    | 16 tháng 1, 2000  | Kanagawa | Draft 3rd |                      |
| Fukai Negai (深井ねがい)   | Thâm Tĩnh • Negai        | Negai (ねがい)                        | 16 tháng 1, 2003  | Osaka    | 8th       | Thông báo tốt nghiệp |
| Fukushi Nao (福士奈央)     | Phúc Thổ • Nại Ương      | Donchan (どんちゃん)                  | 23 tháng 4, 1999  | Tochigi  | Draft 1st | Co-leader            |
| Sawada Kanon (澤田奏音)    | Thích Điền • Thấu Âm     | Kanon (かのん )                       | 12 tháng 5, 2004  | Aichi    | 10th      |                      |
| Hayashi Mirei (林美澪)     | Lâm • Mỹ Linh            | Miichan, Mirei (みーちゃん , みれい ) | 16 tháng 5, 1997  | Aichi    | 10th      |                      |

### Cựu thành viên
| Tên thật (Kanji)              | Nickname                           | Ngày sinh         | Ghi chú                                           |
| Team S                        | Team S                             | Team S            | Team S                                            |
| ----------------------------- | ---------------------------------- | ----------------- | ------------------------------------------------- |
| Suzuki Kirara (鈴木きらら)    | きらら Kirara                      | 31 tháng 7, 1993  | Tốt nghiệp ngày 24/11/2008                        |
| Takai Tsukina (高井つき奈)    | つっきーな Tsukkiina               | 6 tháng 7, 1995   | Tốt nghiệp ngày 24/11/2008                        |
| Yamashita Moe (山下もえ)      | もえもえ Moemoe                    | 27 tháng 10, 1992 | Tốt nghiệp ngày 25/12/2009                        |
| Matsushita Yui (松下唯)       | ゆいみん Yuimin                    | 25 tháng 7, 1988  | Tốt nghiệp ngày 30/9/2011                         |
| Haruka Ono (小野晴香)         | はるか Haruka                      | 24 tháng 11, 1987 | Tốt nghiệp ngày 26/3/2012                         |
| Hirata Rikako (平田璃香子)    | リッキー Rikki                     | 7 tháng 8, 1989   | Tốt nghiệp ngày 23/10/2012                        |
| Yagami Kumi (矢神久美)        | くーみん Kuumin                    | 13 tháng 6, 1994  | Tốt nghiệp ngày 18/4/2013                         |
| Kuwabara Mizuki (桑原みずき)  | みずき Mizuki                      | 2 tháng 2, 1992   | Tốt nghiệp ngày 6/5/2013                          |
| Takada Shiori (高田志織)      | しーたん Shiitan                   | 19 tháng 7, 1990  | Tốt nghiệp ngày 6/5/2013                          |
| Hiramatsu Kanako (平松可奈子) | かなかな Kanakana                  | 14 tháng 11, 1991 | Tốt nghiệp ngày 6/5/2013                          |
| Niidoi Sayaka (新土居沙也加)  | さや Saya                          | 21 tháng 2, 1994  | Tốt nghiệp ngày 30/11/2013                        |
| Kitahara Rie (北原里英)       | きたりえ Kitarie                   | 24 tháng 6, 1991  | Hủy bỏ vị trí kiêm nhiệm với SKE48 ngày 8/5/2013  |
| Sato Seira (佐藤聖羅)         | せぇ～ら Seera                     | 30 tháng 4, 1992  | Tốt nghiệp ngày 27/2/2014                         |
| Mukaida Manatsu (向田茉夏)    | まなつ Manatsu                     | 10 tháng 5, 1996  | Tốt nghiệp ngày 23/3/2014                         |
| Deguchi Aki (出口陽)          | あきすん Akisun                    | 14 tháng 3, 1988  | Tốt nghiệp ngày 29/4/2014                         |
| Sato Mieko (佐藤実絵子)       | 姉さん Neesan                      | 24 tháng 6, 1986  | Tốt nghiệp ngày 12/4/2015                         |
| Nakanishi Yuka (中西優香)     | にしし Nishishi                    | 24 tháng 1, 1989  | Tốt nghiệp ngày 12/4/2015                         |
| Tanaka Natsumi (田中菜津美)   | なつみかん Natsumikan              | 10 tháng 8, 2000  | Hủy bỏ vị trí kiêm nhiệm với SKE48 ngày 26/3/2015 |
| Miyazawa Sae (宮澤佐江)       | さえ Sae                           | 13 tháng 8, 1990  | Tốt nghiệp ngày 1/4/2016                          |
| Ami Miyamae (宮前杏実)        | あみ Ami                           | 9 tháng 9, 1997   | Tốt nghiệp ngày 28/9/2016                         |
| Noguchi Yume (野口由芽)       | ゆめち Yumechi                     | 17 tháng 4, 1998  | Tốt nghiệp ngày 26/2/2017                         |
| Azuma Rion (東李苑)           | アズマリオン Azumarion             | 13 tháng 11, 1996 | Tốt nghiệp ngày 28/2/2017                         |
| Takeuchi Mai ((竹内舞)        | まいまい Maimai                    | 31 tháng 8, 1993  | Tốt nghiệp ngày 31/3/2017                         |
| Yakata Miki (矢方美紀)        | Mikitty (みきてぃ), Miki (みき)    | 29 tháng 6, 1992  | Tốt nghiệp ngày 29/5/2017                         |
| Futamura Haruka (二村春香)    | はるたむ Harutamu                  | 14 tháng 5, 1996  | Tốt nghiệp ngày 31/7/2017                         |
| Oya Masana (大矢真那)         | まさにゃ Masanya                   | 6 tháng 11, 1990  | Tốt nghiệp ngày 29/11/2017                        |
| Goto Risako (後藤理沙子)      | りさちゃん Risachan                | 29 tháng 5, 1997  | Tốt nghiệp ngày 18/12/2017                        |
| Matsui Jurina (松井珠理奈)    | Jurina (じゅりな)                  | 8 tháng 3, 1997   | Tốt nghiệp ngày 30/4/2021                         |
| Kitagawa Ryoha (北川綾巴)     | Ryouha (りょうは), Uha (うは)      | 9 tháng 3, 1998   | Tốt nghiệp ngày 30/9/2019                         |
| Isshiki Rena (一色嶺奈)       | Renahyuu (れなひゅー), Rena (れな) | 15 tháng 3, 2002  | Tốt nghiệp ngày 29/12/2018                        |
| Okada Miku (岡田美紅)         | Miipopo (みぃぽぽ)                 | 13 tháng 11, 1997 | Tốt nghiệp ngày 1/5/2019                          |
| Nojima Kano (野島樺乃)        | Kanochan (かのちゃん)              | 6 tháng 9, 2001   | Tốt nghiệp ngày 30/6/2021                         |
| Machi Otoha (町音葉)          | Macchi (まっち), Oto (おと)        | 6 tháng 11, 2001  | Tốt nghiệp ngày 7/11/2018                         |
| Yamada Juna (山田樹奈)        | Junakko (じゅなっこ)               | 25 tháng 5, 1998  | Tốt nghiệp ngày 10/2/2019                         |
| Inuzuka Asana (犬塚あさな)    | Wanchan (わんちゃん)               | 19 tháng 5, 1994  | Tốt nghiệp ngày 1/7/2018                          |
| Yamauchi Suzuran (山内鈴蘭)   | Ranran (らんらん)                  | 8 tháng 12, 1994  | Tốt nghiệp ngày 18/11/2018                        |
| Team KII                      |                                    |                   |                                                   |
| Oshiba Rinka (大芝りんか)     | Rinka (りんか)                     | 29 tháng 10, 2001 | Tốt nghiệp ngày 27/3/2019                         |
| Uchiyama Mikoto (内山命)      | Mikotti (みこってぃー)             | 14 tháng 11, 1995 | Tốt nghiệp ngày 30/5/2019                         |
| Obata Yuna (小畑優奈)         | Yunana (ゆなな)                    | 18 tháng 12, 2001 | Tốt nghiệp ngày 30/4/2015                         |
| Kataoka Narumi (片岡成美)     | Narupii (なるぴー)                 | 13 tháng 3, 2003  | Tốt nghiệp ngày 21/1/2021                         |
| Shirai Kotono (白井琴望)      | Kocchan (こっちゃん)               | 1 tháng 12, 2002  | Tốt nghiệp ngày 31/1/2021                         |
| Takayanagi Akane (高柳明音)   | Churi (ちゅり)                     | 29 tháng 11, 1991 | Tốt nghiệp ngày 30/4/2021                         |
| Souda Sarina (惣田紗莉渚)     | Sally (さりー)                     | 18 tháng 1, 1993  | Tốt nghiệp ngày 30/6/2021                         |
| Takagi Yumana (高木由麻奈)    | Yumana (ゆまな)                    | 23 tháng 8, 1993  | Tốt nghiệp ngày 18/5/2021                         |
| Takeuchi Saki (竹内彩姫)      | Sakipon (さきぽん)                 | 24 tháng 11, 1999 | Tốt nghiệp ngày 19/5/2021                         |
| Matsumura Kaori (松村香織)    | Kaotan (かおたん)                  | 17 tháng 1, 1990  | Tốt nghiệp ngày 2/5/2019                          |
| Ichihara Yuri (市原佑梨)      | Yuririn (ゆりりん)                 | 15 tháng 5, 1987  | Tốt nghiệp ngày 30/11/2009                        |
| Wakabayashi Tomoka (若林倫香) | Tomochan (ともちゃん )             | 23 tháng 4, 1996  | Tốt nghiệp ngày 22/7/2012                         |
| Hata Sawako (秦佐和子)        | しゃわこ Shawako                   | 14 tháng 9, 1988  | Tốt nghiệp ngày 29/3/2013                         |
| Fujimoto Mitsuki (藤本美月)   | しおりん Shiorin                   | 21 tháng 9, 1995  | Tốt nghiệp ngày 28/4/2013                         |
| Ogiso Shiori (小木曽汐莉)     | リリ Riri                          | 15 tháng 9, 1992  | Tốt nghiệp ngày 6/5/2013                          |
| Akaeda Ririna (赤枝里々奈)    | みっきー Miki                      | 3 tháng 7, 1996   | Tốt nghiệp ngày 6/5/2013                          |
| Rina Matsumoto (松本梨奈)     | りーな Riina                       | 3 tháng 9, 1993   | Tốt nghiệp ngày 10/4/2014                         |
| Kato Tomoko (加藤智子)        | モコ Moko                          | 28 tháng 4, 1987  | Tốt nghiệp ngày 29/9/2014                         |
| Kinoshita Yukiko (木下有希子) | ゆっこ Yukko                       | 20 tháng 12, 1993 | Tốt nghiệp ngày 27/11/2014                        |
| Mizuno Honoka (水埜帆乃香)    | ほのぱんまん Honopanman            | 1 tháng 9, 1995   | Tốt nghiệp ngày 26/12/2014                        |
| Yamada Mizuho (山田みずほ)    | みずほ Mizuho                      | 25 tháng 5, 1997  | Tốt nghiệp ngày 28/2/2015                         |
| Yamada Nana (山田菜々)        | なな Nana                          | 3 tháng 4, 1992   | Hủy bỏ vị trí kiêm nhiệm với SKE48 ngày 26/3/2015 |
| Furukawa Airi (古川愛李)      | あいりん Airin                     | 13 tháng 12, 1989 | Tốt nghiệp ngày 31/3/2015                         |
| Abiru Riho (阿比留李帆)       | りほ Riho                          | 17 tháng 7, 1993  | Tốt nghiệp ngày 30/4/2015                         |
| Goudo Saki (神門沙樹)         | 神門ちゃん Goudochan               | 29 tháng 1, 1996  | Tốt nghiệp ngày 19/11/2015                        |
| Yamashita Yukari (山下ゆかり) | ゆかぴ Yukapi                      | 12 tháng 3, 1996  | Tốt nghiệp ngày 31/3/2016                         |
| Ishida Anna (石田安奈)        | あんにゃ Annya                     | 27 tháng 5, 1996  | Tốt nghiệp ngày 26/5/2017                         |
| Takatsuka Natsuki (髙塚夏生)  | なっち Nacchi                      | 29 tháng 8, 2000  | Tốt nghiệp ngày 30/4/2018                         |
| Team E                        |                                    |                   |                                                   |
| Nakamura Yuka (中村優花)      | (中村くん Nakamurakun)             | 4 tháng 7, 1997   | Tốt nghiệp ngày 31/12/2011                        |
| Mano Haruka (間野春香)        | (はるるん Harurun)                 | 27 tháng 4, 1995  | Tốt nghiệp ngày 28/3/2012                         |
| Yamada Erika (山田恵里伽)     | (えり Eri)                         | 26 tháng 12, 1995 | Tốt nghiệp ngày 28/3/2012                         |
| Hara Minami (原望奈美)        | (みなぽん Minapon)                 | 24 tháng 12, 1995 | Tốt nghiệp ngày 6/5/2013                          |
| Ueno Kasumi (上野圭澄)        | Kacchan (かっちゃん )              | 29 tháng 6, 1994  | Tốt nghiệp ngày 6/5/2013                          |
| Suga Nanako (菅なな子)        | Nannan (なんなん)                  | 11 tháng 11, 1996 | Tốt nghiệp ngày 22/12/2013                        |
| Kito Momona (鬼頭桃菜)        | (もも Momo)                        | 16 tháng 8, 1993  | Tốt nghiệp ngày 9/4/2014                          |
| Iguchi Shiori (井口栞里)      | (イグッち Igucchi)                 | 29 tháng 3, 1995  | Tốt nghiệp ngày 29/4/2014                         |
| Kaneko Shiori (金子栞)        | (きんちゃん Kinchan)               | 13 tháng 6, 1995  | Tốt nghiệp ngày 22/4/2014                         |
| Owaki Arisa (大脇有紗)        | (ありたん Aritan)                  | 1 tháng 4, 1999   | Tốt nghiệp ngày 30/7/2014                         |
| Yamada Reika (山田澪花)       | (れいちゃん Reichan)               | 28 tháng 7, 1995  | Tốt nghiệp ngày 25/12/2014                        |
| Iwanaga Tsugumi (岩永亞美)    | (つう Tsuu)                        | 10 tháng 5, 1994  | Tốt nghiệp ngày 27/2/2015                         |
| Kobayashi Ami (小林亜実)      | (こあみ Koami)                     | 12 tháng 1, 1993  | Tốt nghiệp ngày 19/3/2015                         |
| Matsui Rena (松井玲奈)        | (れな Rena)                        | 27 tháng 7, 1991  | Tốt nghiệp ngày 31/8/2015                         |
| Isohara Kyoka (磯原杏華)      | (きょん Kyon)                      | 8 tháng 8, 1996   | Tốt nghiệp ngày 25/1/2016                         |
| Koishi Kumiko (小石公美子)    | (小石ちゃん Koishichan)            | 4 tháng 8, 1995   | Tốt nghiệp ngày 23/2/2016                         |
| Umemoto Madoka (梅本まどか)   | (うめちゃん Umechan)               | 17 tháng 7, 1992  | Tốt nghiệp ngày 24/2/2016                         |
| Kato Rumi (加藤るみ)          | (るみるみ RumiRumi)                | 9 tháng 3, 1995   | Tốt nghiệp ngày 29/5/2016                         |
| Shibata Aya (柴田阿弥)        | (あや Aya)                         | 1 tháng 4, 1993   | Tốt nghiệp ngày 31/8/2016                         |
| Sakai Mei (酒井萌衣)          | (めいめい Meimei)                  | 13 tháng 12, 1997 | Tốt nghiệp ngày 25/3/2017                         |
| Kimoto Kanon (木本花音)       | (のん Non)                         | 11 tháng 8, 1997  | Tốt nghiệp ngày 1/12/2017                         |
| Sato Sumire (佐藤すみれ)      | (すーちゃん Suuchan)               | 20 tháng 11, 1993 | Tốt nghiệp ngày 7/1/2018                          |
| Takatera Sana (高寺沙菜)      | (さーなん Saanan)                  | 15 tháng 11, 1999 | Tốt nghiệp ngày 29/1/2018                         |
| Ichino Narumi (市野成美)      | (なる Naru)                        | 14 tháng 4, 1999  | Tốt nghiệp ngày 27/3/2018                         |
| Goto Rara (後藤楽々)          | Rara (らら)                        | 23 tháng 7, 2000  | Tốt nghiệp ngày 30/11/2009                        |
| Hirata Shiina (平田詩奈)      | Shiichan (しいちゃん)              | 22 tháng 8, 1999  | Tốt nghiệp ngày 26/3/2021                         |
| Shirayuki Kohaku (白雪希明)   | Kohachan (こはちゃん)              | 30 tháng 8, 1998  | Tốt nghiệp ngày 1/5/2019                          |
| Nonogaki Miki (野々垣美希)    | Nono (のの)                        | 7 tháng 10, 1999  | Tốt nghiệp ngày 8/12/2019                         |
| Ishikawa Kanon (石川花音)     | Kyanon (きゃのんてぃ)              | 19 tháng 12, 1997 | Tốt nghiệp ngày 31/5/2021                         |

## Nhóm nhỏ

### Các nhóm nhỏ cho đĩa đơn
| - Senbatsu (選抜) - Undergirls (アンダーガールズ) - Akagumi (紅組) - Shirogumi (白組) - Selection 8/10/17/18 (セレクション8/10/17/18) - Kouen Ganbattagumi (公演頑張った組) - Kinect (キネクト) - Theater Girls (シアターガールズ) - Team BLT (チームBLT) - Tabidachi Sotsugyou-gumi (旅立ち卒業組) - Seven Dancers (セブンダンサーズ) - 14 Carat (14カラット) - Boat Pier Senbatsu (ボートピア選抜) | - Magical Band (マジカルバンド) - Aichi Toyota Senbatsu (愛知トヨタ選抜) - Dasu & Tsuma (だ〜す＆つ〜ま) - GALAXY of DREAMS - Dragon Girls (九龍嬢) - Dasu, Tsuma & Nita (だ～す～､つ～ま～＆に～た～) - Sentai Hero Unit (フォーカード) - Dreaming Girls (ドリーミング ガールズ) - Caramel Cats (キャラメルキャッツ) - Transit Girls (トランジットガールズ) - Furumarion (フルマリオン) - Death Stock Diamond (デッドストックダイヤモンド) - Miyazawa Sae and Friends (宮澤佐江と仲間たち) | - Passion For You Senbatsu (Passion For You 選抜) - Ranking Girls 2016 (ランクインガールズ2016) - Next Position (ネクストポジション) - Shibata Aya and 4th Generation (柴田阿弥と4期生) - Naughty Angel and Gentle Devil (やんちゃな天使とやさしい悪魔) - Sagami Chain Senbatsu (サガミチェーン選抜) - Namae Yobaretai (名前呼ばれ隊) - Sakura Love Letter 32 (サクララブレター32) - Kosanger 7 (コサンガー7) - Coming Flavor (カミングフレーバー) - Jewel Box (ジュエルボックス) - Highway Girls (ハイウェイガールズ) |

### Nhóm nhỏ
- Love Crescendo (ラブクレッシェンド)

## Danh sách đĩa nhạc

### Album
| Tên                                                       | Thông tin                                                                                   | Xếp hạng | Doanh số | Doanh số | Doanh số        | Chứng nhận   |
| Tên                                                       | Thông tin                                                                                   | JPN      | Oricon   | Oricon   | Billboard Japan | Chứng nhận   |
| Tên                                                       | Thông tin                                                                                   | JPN      | Tuần đầu | Tổng     | Billboard Japan | Chứng nhận   |
| --------------------------------------------------------- | ------------------------------------------------------------------------------------------- | -------- | -------- | -------- | --------------- | ------------ |
| Kono Hi no Chime o Wasurenai (この日のチャイムを忘れない) | - Ngày phát hành: 19 tháng 9 năm 2012 - Hãng đĩa: Avex Trax - Định dạng: CD, CD+DVD, tải về | 2        | 110,613  | 150,835  |                 | - RIAJ: Gold |
| Kakumei no Oka (革命の丘)                                 | - Ngày phát hành: 22 tháng 2 năm 2017 - Hãng đĩa: Avex Trax - Định dạng: CD, CD+DVD, tải về | 2        | 99,646   | 126,720  | 136,479         | - RIAJ: Gold |

### Album sân khấu
| Tên                                  | Thông tin                                                                                      | Xếp hạng |
| Tên                                  | Thông tin                                                                                      | JPN      |
| ------------------------------------ | ---------------------------------------------------------------------------------------------- | -------- |
| Te o Tsunaginagara(手をつなぎながら) | - Ngày phát hành: 10 tháng 2 năm 2010 (Team S) - Hãng đĩa: Crown Gold - Định dạng: CD, tải về  | 21       |
| Te o Tsunaginagara(手をつなぎながら) | - Ngày phát hành: 3 tháng 3 năm 2010 (Team KII) - Hãng đĩa: Crown Gold - Định dạng: CD, tải về | 59       |
| Seifuku no Me(制服の芽)              | - Ngày phát hành: 28 tháng 4 năm 2010 (Team S) - Hãng đĩa: Crown Gold - Định dạng: CD, tải về  | 22       |
| Ramune no Nomikata(ラムネの飲み方)   | - Ngày phát hành: 14 tháng 3 năm 2012 (Team KII) - Hãng đĩa: Avex Trax - Định dạng: CD, tải về | 6        |
| SKE Festival(SKEフェスティバル)      | - Ngày phát hành: 27 tháng 9 năm 2017 (Team E) - Hãng đĩa: Avex Trax - Định dạng: CD, tải về   | 10       |

### Đĩa đơn
| STT | Năm  | Tên                                                    | Xếp hạng | Xếp hạng | Doanh số | Doanh số | Doanh số        | Chứng nhận                                     | Album                        |
| STT | Năm  | Tên                                                    | JPN      | JPNHot   | Oricon   | Oricon   | Billboard Japan | Chứng nhận                                     | Album                        |
| STT | Năm  | Tên                                                    | JPN      | JPNHot   | Tuần đầu | Tổng     | Billboard Japan | Chứng nhận                                     | Album                        |
| --- | ---- | ------------------------------------------------------ | -------- | -------- | -------- | -------- | --------------- | ---------------------------------------------- | ---------------------------- |
| 1   | 2009 | "Tsuyoki Mono yo" (強き者よ)                           | 5        | 91       | 22,624   | 27,259   | -               |                                                | Kono Hi no Chime o Wasurenai |
| 2   | 2010 | "Aozora Kataomoi" (青空片想い)                         | 3        | 47       | 34,747   | 51,180   | -               |                                                | Kono Hi no Chime o Wasurenai |
| 3   | 2010 | "Gomen ne, Summer" (ごめんね、SUMMER)                  | 3        | 6        | 62,078   | 96,049   | -               | - RIAJ: Gold (phy.)                            | Kono Hi no Chime o Wasurenai |
| 4   | 2010 | "1! 2! 3! 4! Yoroshiku!" (1!2!3!4! ヨロシク!)          | 2        | 6        | 119,913  | 175,027  | -               | - RIAJ: Gold (phy.)                            | Kono Hi no Chime o Wasurenai |
| 5   | 2011 | "Banzai Venus" (バンザイVenus)                         | 1        | 2        | 206,608  | 275,189  | -               | - RIAJ: Platinum (phy.)                        | Kono Hi no Chime o Wasurenai |
| 6   | 2011 | "Pareo wa Emerald" (パレオはエメラルド)                | 1        | 1        | 378,747  | 480,916  | -               | - RIAJ: ×2 Platinum (phy.) - RIAJ: Gold (dig.) | Kono Hi no Chime o Wasurenai |
| 7   | 2011 | "Okey Dokey" (オキドキ)                                | 1        | 1        | 382,802  | 474,970  | -               | - RIAJ: ×2 Platinum (phy.) - RIAJ: Gold (dig.) | Kono Hi no Chime o Wasurenai |
| 8   | 2012 | "Kataomoi Finally" (片想いFinally)                     | 1        | 1        | 495,809  | 592,947  | -               | - RIAJ: ×2 Platinum (phy.) - RIAJ: Gold (dig.) | Kono Hi no Chime o Wasurenai |
| 9   | 2012 | "Aishite-love-ru!" (アイシテラブル!)                   | 1        | 1        | 472,327  | 581,874  | -               | - RIAJ: ×2 Platinum (phy.)                     | Kakumei no Oka               |
| 10  | 2012 | "Kiss Datte Hidarikiki" (キスだって左利き)             | 1        | 1        | 511,472  | 598,011  | -               | - RIAJ: ×2 Platinum (phy.)                     | Kakumei no Oka               |
| 11  | 2013 | "Choco no Dorei" (チョコの奴隷)                        | 1        | 1        | 538,914  | 671,623  | -               | - RIAJ: ×2 Platinum (phy.)                     | Kakumei no Oka               |
| 12  | 2013 | "Utsukushii Inazuma" (美しい稲妻)                      | 1        | 1        | 510,673  | 661,557  | -               | - RIAJ: ×2 Platinum (phy.)                     | Kakumei no Oka               |
| 13  | 2013 | "Sansei Kawaii!" (賛成カワイイ!)                       | 1        | 1        | 449,003  | 569,566  | -               | - RIAJ: ×2 Platinum (phy.)                     | Kakumei no Oka               |
| 14  | 2014 | "Mirai to wa?" (未来とは?)                             | 1        | 1        | 397,874  | 504,576  | -               | - RIAJ: ×2 Platinum (phy.)                     | Kakumei no Oka               |
| 15  | 2014 | "Bukiyō Taiyō" (不器用太陽)                            | 1        | 1        | 324,076  | 464,116  | -               | - RIAJ: ×2 Platinum (phy.)                     | Kakumei no Oka               |
| 16  | 2014 | "12gatsu no Kangaroo" (12月のカンガルー)               | 1        | 2        | 386,495  | 452,543  | -               | - RIAJ: ×2 Platinum (phy.)                     | Kakumei no Oka               |
| 17  | 2015 | "Coquettish Jūtai Chū" (コケティッシュ渋滞中)          | 1        | 2        | 573,074  | 702,299  | -               | - RIAJ: Platinum (phy.)                        | Kakumei no Oka               |
| 18  | 2015 | "Maenomeri" (前のめり)                                 | 1        | 1        | 370,135  | 461,604  | -               | - RIAJ: ×2 Platinum (phy.)                     | Kakumei no Oka               |
| 19  | 2016 | "Chicken Line" (チキンLINE)                            | 1        | 1        | 257,095  | 365,328  | 464,298         | - RIAJ: Platinum (phy.)                        | Kakumei no Oka               |
| 20  | 2016 | "Kin no Ai, Gin no Ai" (金の愛、銀の愛)                | 1        | 1        | 251,639  | 327,598  | 436,451         | - RIAJ: Platinum (phy.)                        | Kakumei no Oka               |
| 21  | 2017 | "Igai ni Mango" (意外にマンゴー)                       | 1        | 1        | 272,872  | 341,514  | 484,188         | - RIAJ: Platinum (phy.)                        | Non-album single             |
| 22  | 2018 | "Muishiki no Iro" (無意識の色)                         | 1        | 1        | 278,892  | 386,683  | 453,363         | - RIAJ: Platinum (phy.)                        | Non-album single             |
| 23  | 2018 | "Ikinari Punch Line" (いきなりパンチライン)            | 1        | 1        | 240,126  | 390,770  | 491,438         | - RIAJ: Platinum (phy.)                        | Non-album single             |
| 24  | 2018 | "Stand by You"                                         | 1        | 1        | 234,008  | 419,763  | 533,418         | - RIAJ: Platinum (phy.)                        | Non-album single             |
| 25  | 2019 | "Frustration"                                          | 1        | 1        | 320,614  | 367,503  | 439,884         | - RIAJ: Platinum (phy.)                        | Non-album single             |
| 26  | 2020 | "Sōyūtoko Aru yo ne?" (ソーユートコあるよね?)          | 1        | 1        | 289,471  | 325,609  | 364,388         | - RIAJ: Platinum (phy.)                        | Non-album single             |
| 27  | 2021 | "Koiochi Flag" (恋落ちフラグ)                          | 1        | 1        | 190,570  | 267,089  | 196,556         | - RIAJ: Platinum (phy.)                        | Non-album single             |
| 28  | 2021 | "Ano Koro no Kimi wo Mitsuketa" (あの頃の君を見つけた) | 1        | 1        |          |          |                 |                                                | Non-album single             |
| 29  | 2022 | "Kokoro ni Flower (心にFlower)"                        |          |          |          |          |                 |                                                |                              |

## Nhà hát
Nhà hát của nhóm đặt ở tầng 2 trung tâm mua sắm Sunshine Sakae, Nagoya, nơi nhóm tổ chức các buổi diễn  hàng ngày với sức chứa 299 người. Sunshine Sakae có một vòng quay ở phía bên tòa nhà, trở thành địa điểm nổi tiếng của Nhà hát. Nhà hát SKE48 gần đây được cải tạo & hoàn thành vào cuối năm 2012. Giám đốc nhà hát hiện tại là Shiba Tomoya, trước đó là Yuasa Hiroshi. 

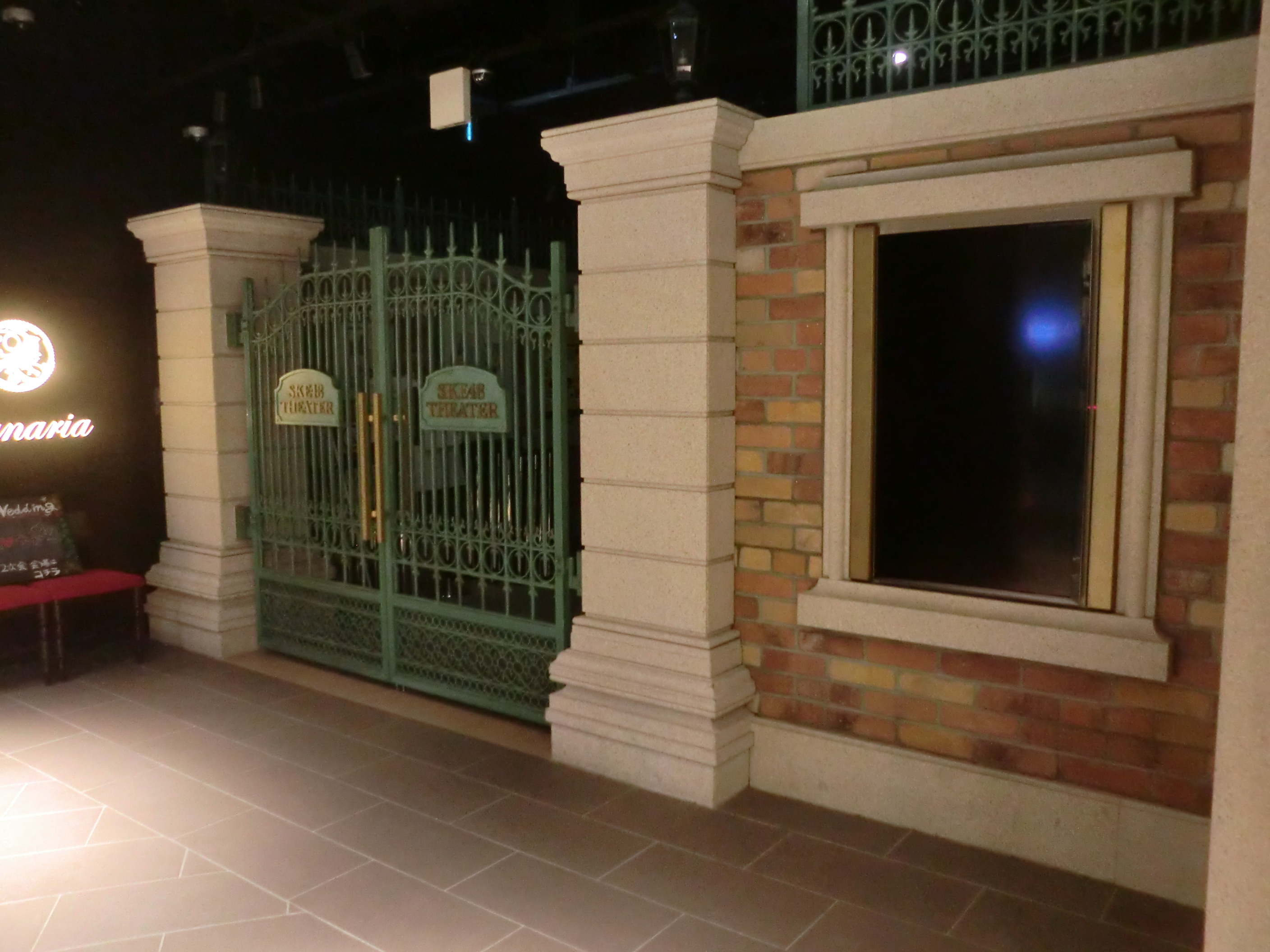
Nhà hát SKE48

### Các buổi diễn tại nhà hát (Stage)
| Tên                                                              | Thời gian                                   |
| ---------------------------------------------------------------- | ------------------------------------------- |
| Team S                                                           |                                             |
| 1st Stage 「PARTYが始まるよ」 (1st Stage "PARTY ga Hajimaru yo") | 5/10/2008-8/2/2009                          |
| Te wo Tsunaginagara (手をつなぎながら)                           | 14/2-16/10/2009                             |
| Seifuku no Me (制服の芽)                                         | - 25/10/2009-10/7/2013 - 25/4/2014-7/6/2016 |
| RESET                                                            | 23/7/2013-21/4/2014                         |
| Kasaneta Ashiato (重ねた足跡)                                    | 14/6/2016-nay                               |
| Team S 6th Stage                                                 | 2022                                        |
| Team KII                                                         |                                             |
| Aitakatta (会いたかった)                                         | 13/6-29/11/2009                             |
| Te wo Tsunaginagara (手をつなぎながら)                           | - 6/12/2009-22/9/2010 - 5/4/-1/9/2011       |
| Ramune no Nomikatta (ラムネの飲み方)                             | - 1/10/2011-12/7/2013 - 30/4/2014-24/5/2016 |
| Theater no Megami (シアターの女神)                               | 25/7/2013-14/8/2014                         |
| 0Start                                                           | 3/6/2016-24/6/2018                          |
| Saishuu Bell ga Naru (最終ベルが鳴る)                            | 30/6/2018-nay                               |
| Team E                                                           |                                             |
| Pajama Drive (パジャマドライブ)                                  | 16/1/2011-28/3/2012                         |
| Saka Agari (逆上がり)                                            | 14/5/2012-11/7/2013                         |
| Boku no Taiyou (僕の太陽)                                        | 24/7/2013-22/4/2014                         |
| Te wo Tsunaginagara (手をつなぎながら)                           | 2/5/2014-1/9/2016                           |
| SKE Festival (SKEフェスティバル)                                 | 9/9/2016-nay                                |
| Thực tập sinh                                                    |                                             |
| PARTY ga Hajimaru yo (PARTYが始まるよ)                           | - 16/2/2010-12/8/2012 - 6/7/2015-8/4/2017   |
| Aitakatta (会いたかった)                                         | 27/2/2012-23/12/2013                        |
| Seifuku no Me (制服の芽)                                         | 5/1-19/4/2014                               |
| Upcoming Stage (アップカミング公演)                              | 29/6/2014-24/8/2015                         |
| Seishun Girls (青春ガールズ)                                     | 14/4/2017-10/2/2021                         |
| We're Growing Up                                                 | 7/2/2021-nay                                |
| Mixed Teams                                                      |                                             |
| Seishun Girls (青春ガールズ)                                     | 2/3/2018-26/10/2019                         |
| Te wo Tsunaginagara (手をつなぎながら)                           | 9/7/2019-nay                                |

### Các sự kiện tại nhà hát
| Năm  | Thời gian | Tên                                                                                      |
| 2010 | 21/7      | Maru Natsu 2010 Special Live                                                             |
| 2012 | 29/8      | SKE48 Final Performance Before Theater Renovation                                        |
| 2012 | 9/12      | SKE48 Re-open Theater Special Performance                                                |
| 2015 | 31/12     | Countdown Performance 2015 → 2016                                                        |
| 2016 | 31/12     | Countdown Performance 2016 → 2017                                                        |
| 2017 | 31/12     | Countdown Performance 2017 → 2018                                                        |
| 2018 | 28/9      | SKE48 10th Anniversary Revival Performance                                               |
| 2018 | 2-3/10    | SKE48 10th Anniversary Revival Performance                                               |
| 2018 | 31/12     | Countdown Performance 2018 → 2019                                                        |
| 2019 | 29/3      | SKE48 2nd Generation 10th Anniversary Performance ～10-nen Tatte mo Minna ni Aitakatta～ |
| 2019 | 12/5      | AEON Card SKE48 Original Performance                                                     |
| 2019 | 16/5      | Nojima Kano Solo Performance                                                             |

## Danh sách phim & chương trình truyền hình

### Phim
- DOCUMENTARY of SKE48 "Yume wo Otte Shissou suru Shoujotachi no Roku-Nenkan no Monogatari" (2015)
- DOCUMENTARY OF SKE48 "Idol" (2019)

### Phim truyền hình
- Mousou Deka! (2011)

### Chương trình truyền hình
- SKE48 学園 (SKE48 Gakuen)
- Hiru made Matenai!
- SKE48 no Aichiteru!
- SKE48 Yakyuujou e Youkoso! → Moedora Night
- 知って解決!SKEっとネット (Shitte Kaiketsu! SKEtto Net)
- でらＳＫＥ～夜明け前の国盗り４８番勝負 (Dera SKE ~ Yoake Mae no Kuni Tori 48-ban Shoubu)
- アナアナ商会 (Anna Anna Shoukai)
- SKE48 ZERO POSITION 〜Team Sparta! Noryoku Betsu Under Battle〜
- Itte Koi 48 (イッテ恋48)
- Magii & SKE48 no Hanataka
- SKE48 Musubi no Ichiban!

## Game
- SKE48 Passion For You (2013)
- AKB48 Official Music Game (2014)
- SKE48 no Daifuugou wa Owaranai! (SKE48の大富豪はおわらない！) (2019)
- SKE48 AIdol Days (AIドルデイズ) (2020)

## Danh sách sự kiện

### Các chuyến lưu diễn & concert
| Năm  | Tên | Thời gian                                  | Địa điểm                                              | Ghi chú |
| 2009 | Hajimete no Kagai Jugyou~2009.5.24 Nagoya Bottom Line (初めての課外授業～2009.5.24 名古屋ボトムライン)                                                                                      | 24/5                                       | Nagoya Bottom Line                                    | Team KII được công bố khi ngày biểu diễn được thông báo.                                                                                                  |
| 2009 | Tenka wo Toruze~2009.7.30@Nagoya Diamond Hall~ (天下をとるぜ〜2009.7.30@名古屋ダイヤモンドホール〜)                                                                                         | 30/7                                       | Nagoya Diamond Hall                                   | |
| 2009 | Nagoya Ikki~2009.12.25 @Zepp Nagoya~ (名古屋一揆～2009.12.25＠Zepp名古屋～) | 25/12                                      | Zepp Nagoya                                           | |
| 2010 | SKE48 Densetsu, Hajimaru (SKE48伝説、始まる) | 29/4                                       | Zepp Nagoya                                           | Đĩa đơn thứ 3 Gomen ne, SUMMER đã được công bố. Cũng có thông báo Shinkai Rina và Mori Sayuki sẽ tốt nghiệp                                               |
| 2010 | SKE48 Ase no Ryou wa Hanpa Janai (SKE48 汗の量はハンパじゃない) | - 3/10: Tokyo - 5/10: Nagoya - 17/10: Kobe | - 3/10: Tokyo - 5/10: Nagoya - 17/10: Kobe            | |
| 2010 | KYORAKU PRESENTS AKB48 SKE48 LIVE IN ASIA |                                            |                                                       | |
| 2010 | 1!2!3!4! YOROSHIKU! Shoubu wa Kore Kara da! @Aichi Ken Geijutsu Gekijou Dai Hall (1!2!3!4! ヨロシク! 勝負は、これからだ! 〜2010.11.27@愛知県芸術劇場大ホール〜)                             | 27/11                                      | Aichi Ken Geijutsu Gekijou Dai Hall                   | Thông tin về Team E đã được đề cập tại Buổi biểu diễn trưa.                                                                                               |
| 2011 | SKE48 ni Ima, Dekiru Koto @Zepp Nagoya (SKE48に、今、できること ～2011.04.29@Zepp Nagoya～)                                                                                                 | - 29/4: Zepp Nagoya - 2/5: Akasaka BLITZ   | - 29/4: Zepp Nagoya - 2/5: Akasaka BLITZ              | Tin tức về chuyến lưu diễn toàn quốc mùa hè được công bố tại buổi diễn đầu tiên.                                                                          |
| 2011 | SKE48 Zenkoku Tour 'Manatsu no Jouhoushuusei (SKE48 全国ツアー「真夏の上方修正」) | 27/6-10/7                                  | Zepp Buildings                                        | Chuyến lưu diễn toàn quốc mùa hè |
| 2012 | SKE Senyou Gekijou wa Aki made ni Dekiri no ka? (SKE専用劇場は秋までにできるのか?) | 14-15/4                                    | Nippon Gaishi Hall, Nagoya                            | Buổi biểu diễn tốt nghiệp của các thành viên Mano Haruka, Ono Haruka và Yamada Erika.                                                                     |
| 2012 | Tokyo Idol Festival 2012 | 4-5/8                                      | Odaiba & Aomi Area, Tokyo                             | |
| 2013 | Kawaranai Koto. Zutto Nakama na Koto (変わらないこと。ずっと仲間なこと) | 13-14/4                                    | Nippon Gaishi Hall, Nagoya                            | |
| 2013 | SKE48 Mihama Kaiyuusai SPECIAL LIVE SHOW 2013 | 2/8                                        | Mihama, Aichi                                         | |
| 2013 | SKE48 National Tour (SKE to kekkai shukai. "Hako de ose!") (SKE党決起集会。「箱で推せ！」)                                                                                                  | 26/10/2013-2/2/2014                        | Chuyến lưu diễn toàn quốc                             | Chuyến lưu diễn toàn quốc |
| 2014 | SKE48 in Saitama Super Arena (SKE48 in さいたまスーパーアリーナ) | 4/4                                        | Saitama Super Arena                                   | |
| 2014 | Mihama Kaiyuusai 2014 SKE48 SPECIAL LIVE SHOW (美浜海遊祭2014 SKE48 SPECIAL LIVE SHOW) | 8/4                                        |                                                       | |
| 2014 | SKE48 Zenkoku Tour (SKE48 47都道府県ツアー) | 18/11/2014-20/6/2015                       | Chuyến lưu diễn toàn quốc                             | Chuyến lưu diễn toàn quốc |
| 2015 | Tokyo Idol Festival 2015 | 1-2/8                                      | Odaiba & Aomi Area, Tokyo                             | |
| 2015 | Mihama Kaiyuusai 2015 SKE48 SPECIAL LIVE SHOW (美浜海遊祭2015 SKE48 SPECIAL LIVE SHOW) | 13/8                                       |                                                       | |
| 2015 | Matsui Rena SKE48 Graduation Concert in Toyota Stadium ~2588 DAYS~ (松井玲奈・ＳＫＥ４８卒業コンサートin豊田スタジアム～2588DAYS～)                                                         | 29-30/8                                    | Toyota Stadium                                        | Buổi biểu diễn kéo dài 2 ngày dành riêng cho Matsui Rena và được tổ chức để kỷ niệm ngày tốt nghiệp. Tiêu đề ~ 2588 DAYS~ là số ngày Matsui Rena ở SKE48. |
| 2015 | SKE48 WINTER CONCERT 2015 "NAGOYA" RESTARTS. ~Return of JURINA (SKE48 冬コン2015名古屋再始動。～珠理奈が帰って来た～)                                                                       | 28-29/11                                   | Nagoya Congress Center Century Hall                   | |
| 2016 | SKE48 Zenkoku Tour ～Ki wa Juku Shita. Zenkoku e Ikou!～ (SKE48 47都道府県全国ツアー～機は熟した。全国へ行こう！～)                                                                         | 19/2-3/4                                   | Chuyến lưu diễn toàn quốc                             | Chuyến lưu diễn toàn quốc |
| 2016 | Minna, Nakunjaneezo. Miyazawa Sae Graduation Concert in Nippon Gaishi Hall (みんな、泣くんじゃねえぞ。宮澤佐江卒業コンサートin 日本ガイシホール)                                            | 3-4/3                                      | Nippon Gaishi Hall                                    | Buổi biểu diễn tốt nghiệp của Miyazawa Sae |
| 2016 | Mihama Kaiyuusai 2016 SKE48 SPECIAL LIVE SHOW (美浜海遊祭2016 SKE48 SPECIAL LIVE SHOW) | 23/8                                       |                                                       | |
| 2016 | Shibata Aya's Graduation Thanksgiving Festival ~Demo Ayachan Kara wa Sotsugyou Shimasen!~ (柴田阿弥卒業感謝祭～でも阿弥ちゃんからは卒業しません!～)                                         | 26/8                                       | Zepp Nagoya                                           | Buổi biểu diễn tốt nghiệp của Shibata Aya |
| 2016 | Minna ga Shuyaku! SKE48 59nin no Solo Concert 〜Mirai no Center wa Dareda?〜 (みんなが主役！ＳＫＥ４８ 59人のソロコンサート～未来のセンターは誰だ？～)                                      | 19-20/11                                   |                                                       | |
| 2017 | Mihama Kaiyuusai 2017 SKE48 SPECIAL LIVE SHOW supported BY AiiA (美浜海遊祭2017 SKE48 SPECIAL LIVE SHOW supported by アイア)                                                                | 24/8                                       |                                                       | |
| 2017 | SKE48 Oya Masana Graduation Concert in Nippon Gaishi Hall ~Minna Minna Arigatou!~ (ＳＫＥ４８大矢真那卒業コンサート in 日本ガイシホール ～みんなみんなありがとう！～)                       | 24/9                                       | Nippon Gaishi Hall                                    | Buổi biểu diễn tốt nghiệp của Oya Masana |
| 2017 | 1st SKE48 Unit Tournament Battle (第1回SKE48ユニット対抗戦) | 12/11                                      | Nagoya International Convention Center, Century Hall. | |
| 2018 | SKE48 Tandoku Concert ~Sakae Fan Nyuugakushiki~ (SKE48単独コンサート〜サカエファン入学式〜)                                                                                                 | 31/3                                       | Saitama Super Arena                                   | |
| 2018 | SKE48 Tandoku Concert 10-Shuunen Totsunyuu Haru no Fan Matsuri! ~Tomodachi 100-nin Dekiru ka na?~ (SKE48単独コンサート 10周年突入 春のファン祭り！ ～友達100人できるかな？～)               | 29/4                                       | Nippon Gaishi Hall                                    | |
| 2018 | Mihama Kaiyuusai 2018 SKE48 Special Live show supported BY AiiA (美浜海遊祭2018 SKE48 Special Live show supported by アイア)                                                                | 6/8                                        |                                                       | |
| 2019 | Kaotan no SKE48 Request Hour Setlist Best 25 (かおたんのSKE48リクエストアワーセットリストベスト25)                                                                                          | 5/2                                        |                                                       | |
| 2019 | SKE48 Matsumura Kaori Graduation Concert 〜Kore de Owaru to Omou na yo?〜 (SKE48松村香織 卒業コンサート 〜これで終わると思うなよ？〜)                                                       | 5/2                                        |                                                       | |
| 2019 | SKEBINGO! PRESENTS SKE48 Concert en no Kanto Tour 2019 ～Minasan Nagaraku Omatase Shimashita～ (SKEBINGO！PRESENTS SKE48コンサート炎の関東ツアー２０１９～みなさん長らくお待たせしました～) | 28/2-29/5                                  | Chuyến lưu diễn toàn quốc                             | Chuyến lưu diễn toàn quốc |
| 2019 | SKE48 47 Prefectures Zenkoku Tour "Reiwa Gannen Saikai" ～Ki wa Jukushi Sugita!?～ (SKE48 47都道府県全国ツアー "令和元年 再開" ～機は熟しすぎた!?～)                                        | 19/6-1/3/2020                              | Chuyến lưu diễn toàn quốc                             | Chuyến lưu diễn toàn quốc |
| 2020 | SKE48 Senbatsu Member Concert ～Watashitachi tte So~Yu~Toko Aru Yo Ne?～ (SKE48選抜メンバーコンサート～私たちってソーユートコあるよね？)                                                    | 19/1                                       | Tokyo Dome City Hall                                  | |
| 2020 | SKE48 Suenaga Oka Solo Concert 〜Anata ga Mite ite Kureta kara...♡〜 (SKE48末永桜花ソロコンサート〜あなたが見ていてくれたから...♡～)                                                        | 25/1                                       | Tokyo Dome City Hall                                  | Buổi diễn solo của Suenaga Oka |
| 2020 | SKE48 Valentine's Day Live 2020 〜 CHOCOLATE 〜 | 15/2                                       | Shizuoka Ecopa Arena                                  | |
| 2020 | Japan Expo Malaysia 2020 Goes Virtual | 18/7                                       | Malaysia                                              | Tổ chức trực tuyến do đại dịch COVID-19 |
| 2021 | SKE48 Arena Concert in Nihon Gaishi Hall Watashi no Kizashi, Mina no Kizashi ~Akane ma Churi da!~ (SKE48アリーナコンサート in 日本ガイシホール 私の兆し、皆の兆し ～あかねまちゅりだ！～)   | 10/4                                       | Nihon Gaishi Hall                                     | Buổi biểu diễn tốt nghiệp của Takayanagi Akane |
| 2021 | Matsui Jurina Graduation Concert (松井珠理奈 卒業コンサート) | 11/4                                       | Nihon Gaishi Hall                                     | Buổi biểu diễn tốt nghiệp của Matsui Jurina |
| 2021 | SKE48 Summer Zepp Tour (SKE48 夏のZeppツアー) | 11/7-21/8                                  | Zepp Buildings                                        | |
| 2021 | SKE48 Nihon Gaishi Hall 13th Anniversary Concert (SKE48 日本ガイシホール13周年コンサート)                                                                                                   | 25-26/9                                    | Nihon Gaishi Hall                                     | |
| 2021 | Tokyo Idol Festival 2021 | 1-3/10                                     | Odaiba & Aomi Area, Tokyo                             | |

### Request Hour
Request Hour là sự kiện được tổ chức hàng năm, trong đó fan có thể bình chọn những bài hát của SKE48 mà họ yêu thích. Sau đó các thành viên sẽ biểu diễn những ca khúc này theo thứ tự được bình chọn.
| Năm  | Tên                                      | Thời gian | Địa điểm                                             |
| 2010 | SKE48 Request Hour Setlist Best 30 2010  | 31/7      | Nagoya International Convention Center, Century Hall |
| 2011 | SKE48 Request Hour Setlist Best 50 2011  | 26/11     | Nagoya International Convention Center, Century Hall |
| 2012 | SKE48 Request Hour Setlist Best 50 2012  | 11-12/10  | Zepp Nagoya                                          |
| 2013 | SKE48 Request Hour Setlist Best 50 2013  | 10-11/10  | Aichi Arts Center                                    |
| 2014 | SKE48 Request Hour Setlist Best 242 2014 | 1-2/11    | Nagoya International Convention Center, Century Hall |
| 2015 | SKE48 Request Hour 2015                  | 29/11     | Nagoya International Convention Center, Century Hall |
| 2018 | SKE48 Request Hour Setlist Best 100 2018 | 15/9      | Nagoya International Convention Center, Century Hall |

## Sách ảnh
- Houkago, Nijigen Doukoukai (放課後、二次元同好会)
- SKE48 OFFICIAL HISTORY BOOK

## Giải thưởng và thành tựu
| Năm  | Giải thưởng                    | Hạng mục            | Đề cử                                    | Kết quả   |
| 2011 | Nippon Crown Hit Award 2010    | Gold Hit Award      | - Gomen ne, Summer - 1!2!3!4! YOROSHIKU! | Đoạt giải |
| 2011 | 18th Bowling Mass Media Awards | Special Topic Award | SKE48                                    | Đoạt giải |
| 2015 | BLOG of the year 2015          | Special award       | SKE48                                    | Đoạt giải |

- Nhóm lập 1 kỷ lục Guinness trong năm 2012 cho hạng mục Album có nhiều video âm nhạc nhất với 63 video (Kono Hi no Chime wo Wasurenai (この日のチャイムを忘れない))[108][109]